# FP-45 解放者手枪
FP-45“解放者”手枪，在美军文件中被称作.45口径信號槍（Flare Projector Caliber .45），但实际上是二战期间美国战略情报局为抵抗组织秘密研发的單發手槍，专门提供给盟军游击队用于袭击敌方人员。 至今没有证据表明它曾实际对敌方使用。
“解放者”手枪的枪身由位于俄亥俄州代顿的通用汽车内陆制造分公司制造。那里的基层工人负责生产许多零散的金属部件，但他们并不知道这些部件最终会被组装成手枪。简陋的枪管则由代顿的电冰箱厂生产。在印第安纳州安德森的导航灯公司，工人们将这些零件组装成了一百万把“解放者”手枪。只有极少数受到信任的工人知晓这些产品的真实用途。此枪量产速度极快，制造成本也极为低廉，平均每把仅为2.10美元。
每把“解放者”手枪都配有10发.45 ACP弹和一根用于顶出弹壳的小木棍，一同装在涂有石蜡的厚纸板盒中，通过运输机在敌占区空投散发。捡到手枪的人只需用小木棍撬开纸盒，就能看到“解放者”手枪以及图文并茂的使用说明。即使不识字，也能根据图示进行操作。由于留存至今的纸盒比手枪本身更为稀少，因此对于收藏家而言，这种“连环画”式的说明书甚至比枪支更具收藏价值，这也导致枪械市场上假说明书的数量超过了真品。
装填“解放者”手枪时，需要手动打开滑动式后膛，装入弹药后再将其关闭。之后，还需手动向后扳动击锤至待发状态才能扣动扳机射击。每次射击后，都必须重新打开后膛，并使用纸盒内附带的小木棍从枪管前方顶出弹壳。握把底板可以滑动开启，内部中空，用于存放备用弹药。由于枪管制造工艺极其粗糙，没有膛线，导致精度非常差，再加上仅能单发，因此并不适合正面战斗，通常只用于刺殺落单的敌人。使用者必须尽可能靠近目标，否则难以命中。